# Zuhause im Glück – Unser Einzug in ein neues Leben
Zuhause im Glück – Unser Einzug in ein neues Leben (kurz ZiG) war eine deutsche Doku-Soap, die bei RTL II ausgestrahlt wurde.

## Hintergrund
Die erste Sendung lief am 4. Oktober 2005 noch unter dem Ursprungstitel Haus im Glück. Am 2. November 2010 wurde die 100. Folge gefeiert. Die 150. Folge feierte am 17. Dezember 2013 auf RTL II ihre Premiere. Am 31. Januar 2017 wurde die 200. Folge ausgestrahlt.
Das Konzept der Sendung orientierte sich am US-amerikanischen Format Extreme Makeover – Home Edition, welches vom Fernsehsender ABC produziert wurde und in Deutschland von 2003 bis 2012 unter dem Titel Das Hausbau-Kommando – Trautes Heim, Glück allein auf DMAX zu sehen war.
Am 14. Januar 2019 gab RTL II bekannt, dass dieses Format nach fast 14 Jahren eingestellt wurde. Die Produktion wurde 2018 beendet. Die bereits abgedrehten Folgen wurden aber noch gesendet und die letzte Sendung wurde am 12. März 2019 ausgestrahlt.

## Inhalt
In der Fernsehsendung wurde gezeigt, wie Innenarchitektin Eva Brenner und Architekt John Kosmalla sowie zwölf weitere Handwerker pro Sendung mehrere Zimmer im Haus einer in einer Notsituation befindlichen Familie innerhalb von acht Tagen umbauen. Die Familie war in dieser Zeit in einem nahegelegenen Hotel untergebracht und durfte keinen Kontakt zu der Baustelle haben. Generell wurde auf die Bedürfnisse und Wünsche der jeweiligen Familien eingegangen, damit am Ende sowohl für Familie als auch für das Team ein zufriedenstellendes Ergebnis vorhanden war. Es wurden, im Gegensatz zu anderen Einrichtungssendungen im privaten Fernsehen, nicht nur Trockenbauwände errichtet, sondern auch Dachfenster eingesetzt, außergewöhnlich viele Durchbrüche gemacht sowie das Konzept der jeweiligen Wohnung grundlegend geändert. In Containern und Wohnmobilen verfügte das Bauteam direkt an der Baustelle über eine eigene Küche und konnte dadurch flexibel und rund um die Uhr arbeiten. 
Im Jahr 2009 wurden Eva Brenner und John Kosmalla durch Daniel Kraft und Mario Bleiker sowie ein neues Handwerkerteam unterstützt.
Nach Porträts der Familie und ihrer Notsituation begann die Renovierung jedes Hauses mit der Übergabe des Schlüssels an das Team. Anschließend wurde zur Eröffnung der Baustelle ein großes Banner am Haus befestigt. In den folgenden acht Tagen wurde das Haus umgebaut. Zu Beginn und zu Ende jedes Tages fasste ein Teammitglied die Fortschritte auf der Baustelle zusammen und schätzte ein, ob das Team in der Zeit liegt.
Die Schlüsselübergabe bei Wiederankunft der Familie wurde mit Nachbarn und Freunden und dem Team vor dem renovierten Haus gefeiert, schließlich besichtigt die Familie die einzelnen Räume.
In früheren Jahren gab es diverse Extras pro Folge, die immer wiederkehrten. Dies waren unter anderem ab 2005 eine Baubotschaft, die in Form einer DVD im Verlauf der Woche durch ein Mitglied des Bauteams überbracht wurde und den Familien einen meist humorigen Eindruck über die Geschehnisse in ihrem Haus verschaffte. Bis 2007 gab es die Baubotschaft, die später vom Baurätsel abgelöst wurde. Damit konnte die Familie einen gesonderten Gewinn erhalten, beispielsweise wurde zusätzlich ein Kamin oder ein Aquarium eingebaut.
Zwei weitere Kategorien, die pro Folge wiederkehrten waren Der Handwerkertipp, in dem ein Handwerker erklärte, wie man z. B. eine Wand tapeziert und Wolfgangs Baustellen-ABC. Dort erklärte Bauleiter Wolfgang Hesemann (Wolfgang van Eek) schrittweise den Aufbau einer Baustelle. Mittlerweile gibt es pro Folge nur noch Evas Basteltipp, in dem Eva gemeinsam mit einem Familienmitglied ein Accessoire bastelt.
Seit 2016 war neben Eva Brenner auch Resi Colter als Innengestalterin und Moderatorin in der Sendung zu sehen.
Zuletzt waren in der „Zuhause im Glück“-Stammtruppe 21 Handwerker tätig.
Insgesamt waren es mehr als 25 unterschiedliche Handwerker.
| Einstieg | Ausstieg | Name                        | Beruf                         |
| 2010     | 2019     | Michael Bogorell            | Elektriker                    |
| 2006     | 2019     | Bettina „Betti“ Held        | Malermeisterin                |
| 2005     | 2019     | Wolfgang Hesemann (van Eek) | Bauleiter                     |
| 2009     | 2019     | Jürgen Bauer                | Elektrikermeister             |
| 2009     | 2019     | Heiko Kaiser                | Elektrikermeister             |
| 2005     | 2019     | Lutz „Otto“ Köhler          | Schreinermeister              |
| 2006     | 2019     | Uwe Köhler                  | Schreinermeister              |
| 2006     | 2019     | Mike Lempe                  | Maler                         |
| 2007     | 2019     | Sven Neiss                  | Schreiner                     |
| 2007     | 2019     | Manuel „Manolo“ Novak       | Sanitärinstallateur           |
| 2009     | 2019     | Michael „Schaffi“ Schaffner | Elektriker                    |
| 2006     | 2019     | Danilo Schanze              | Trockenbauer                  |
| 2008     | 2018     | Mark Schmitt                | Malermeister                  |
| 2009     | 2019     | Michael „Micha“ Siefen      | Malermeister                  |
| 2012     | 2018     | Kevin Siefen                | Malermeister                  |
| 2008     | 2019     | Ingo Stoffelshaus           | Schreiner                     |
| 2007     | 2019     | Marcus Theobald             | Schreinermeister              |
| 2006     | 2018     | Peter Thummerer             | Sanitärinstallateur           |
| 2009     | 2019     | Gerd Auerswald              | Fliesenleger                  |
| 2009     | 2018     | Jörg Horst                  | Schreinermeister & Allrounder |
| 2015     | 2018     | Karl-Heinz                  | Sanitär- und Heizungsmeister  |
| 2014     | 2018     | Torsten Gorezitza           | Elektriker                    |
| 2010     | 2019     | Marcus Dörr                 | Sprayer                       |

## Erfolg
Mit durchschnittlich drei Millionen Zuschauern gehörte die Serie zu den erfolgreichsten RTL-2-Produktionen. Außerdem war sie damit die erfolgreichste Renovierungssendung Deutschlands. 

## Moderation
| Moderator/rin      | Zeitraum  |
| ------------------ | --------- |
| Eva Brenner        | 2005–2019 |
| John Kosmalla      | 2005–2019 |
| Daniel Kraft       | 2008–2014 |
| Resi Colter        | 2016–2019 |
| Mario Bleiker      | 2009–2019 |
| Björn Nolte        | 2015–2019 |
| Natalie Nguyen-Ton | 2009–2019 |
| Christoph Brenner  | 2009–2019 |
| Tanja Stefezius    | 2019      |

## Steuernachzahlung der Teilnehmer
Für die Kandidaten der Sendungen war es teilweise zur Aufforderung der Nachzahlung von Einkommensteuer gekommen, weil das Finanzamt die Fernsehleistungen als Einkommen für die Teilnehmer an der Show wertete.